# 유전자 주입
유전자 주입(knoc-in)은 분자 클로닝 및 생물학에서 유기체의 염색체의 특정 유전자 위치에 cDNA 서열을 코딩하는 단백질의 주입을 포함하는 유전공학방법을 의미한다. 전형적으로, 이 과정에 대한 기술이 보다 정제되고 쥐의 배아줄기세포들이 쉽게 조작되므로 이 작업은 쥐에게 행해진다. 유전자 주입 기술과 형질전환기술 간의 차이는 유전자 주입 기술은 특정 위치에 "표적화된" 유전자를 주입을 포함하고 있다.
유전자 주입 기술의 공통적인 이용은 질병 모델의 생성을 위한 것이다. 이는 과학 연구자가 대체되는 천연 유전자의 대체의 표현을 통제하는 조절 장치(예를 들어 프로모터)의 기능을 연구 수있는 기술이다. 이는 문제의 유기체의 새로운 표현형을 관찰함으로써 달성된다. 이 경우에 큰 조각이 전송될 수 있도록 BACs과 YACs이 사용된다.

## 같이 보기
- 유전자 제거